# Rami Malek
Rami Said Malek (Torrance, 12 mei 1981) is een Amerikaans acteur van Egyptische afkomst. Hij speelde onder meer de rol van Freddie Mercury in Bohemian Rhapsody, waarvoor hij werd bekroond met onder meer een Oscar en Golden Globe. Ook speelde hij farao Ahkmenrah in Night at the Museum, Night at the Museum: Battle of the Smithsonian en Night at the Museum: Secret of the Tomb en vampier Benjamin in The Twilight Saga: Breaking Dawn Part 2. Naast filmrollen en terugkerende personages in televisieseries, had hij gastrollen in onder meer Medium  en Gilmore Girls. In 2015 verwierf hij grotere bekendheid als het personage Elliot Alderson in de tv-serie Mr. Robot. Voor deze rol won hij in september 2016 een Emmy Award voor de beste acteur in een drama-serie. In 2017 was hij met de rol van Louis Dega co-star in  Papillon.

## Persoonlijk
- Rami Malek heeft een tweelingbroer en een zus.
- Hij had een relatie met actrice Lucy Boynton, met wie hij in de film Bohemian Rhapsody samenspeelde. Ze gingen uit elkaar in 2023. [2]

## Filmografie

### Film
*Exclusief televisiefilms
- Night at the Museum (2006) - Ahkmenrah
- Night at the Museum: Battle of the Smithsonian (2009) - Ahkmenrah
- Larry Crowne (2011) - Steve Dibiasi
- The Twilight Saga: Breaking Dawn Part 2 (2012) - Benjamin
- The Master (2012) - Clark
- Battleship (2012) - Uitkijkofficier
- Oldboy (2013) - Browning
- Short Term 12 (2013) - Nate
- Ain't Them Bodies Saints (2013) - Will
- Need for Speed (2014) - Finn
- Da Sweet Blood of Jesus (2014) - Seneschal Higginbottom
- Night at the Museum: Secret of the Tomb (2014) - Ahkmenrah
- Buster's Mal Heart (2017) - Buster
- Papillon (2017) - Louis Dega
- Bohemian Rhapsody (2018) - Freddie Mercury (Deze rol werd o.a. bekroond met een Oscar, een Golden Globe[3] en de Breakthrough Performance Award op de dertigste editie van het Palm Springs International Film Festival.)[4]
- The Little Things (2021) - Detective Jim Baxter
- No Time to Die (2021) - Lyutsifer Safin
- Amsterdam (2022) - Tom Voze
- Oppenheimer (2023) - David L. Hill
- The Amateur (2025) - Charles "Charlie" Heller

### Televisieseries
*Exclusief eenmalige gastrollen
- Mr. Robot - Elliot Alderson (2015, hoofdrol)
- The Legend of Korra - Tahno (2012, drie afleveringen)
- The Pacific - Merriell 'Snafu' Shelton (2010, zes afleveringen)
- 24 - Marcos Al-Zacar (2010, drie afleveringen)
- The War at Home - Kenny (2005-2007, 21 afleveringen)
- Over There - Hassan (2005, twee afleveringen)

### Computerspel
- Until Dawn - Josh (2015), een foto van zijn rol verscheen tevens in de film Until Dawn uit 2025.[5]

- Bibsys: 1498562807992
- Biblioteca Nacional de España: XX5523684
- Bibliothèque nationale de France: cb170898930 (data)
- Catàleg d'autoritats de noms i títols de Catalunya: 981058611231306706
- Gemeinsame Normdatei: 1117499006
- International Standard Name Identifier: 0000 0000 4693 2963
- Library of Congress Control Number: no2007056807
- MusicBrainz: f0f18431-0bb8-4884-bec1-2277da7cfd0a
- Nationale Bibliotheek van Tsjechië: xx0244446
- Nationale Bibliotheek van Israël: 987007317442205171
- Nederlandse Thesaurus van Auteursnamen: 401591093
- Système universitaire de documentation: 189102799
- Virtual International Authority File: 56389773
- WorldCat: E39PBJcBXyc6tTy3DKBxvRptrq